# يورغ تساندر
يورغ تساندر (بالألمانية: Jörg Zander)‏ هو مهندس ألماني، ولد في 15 فبراير 1964 في راتينغن في ألمانيا.